# (36630) 2000 QU170
2000 QU170 (asteroide 36630) é um asteroide da cintura principal. Possui uma excentricidade de 0.18848720 e uma inclinação de 2.66675º.
Este asteroide foi descoberto no dia 31 de agosto de 2000 por LINEAR em Socorro.